# Pavel Jozef Šafárik
Pavel Jozef Šafárik (Slowaaks: Pavol Jozef Šafárik) (Kobeliarovo 13 mei 1795 - Praag 26 juni 1861) was een Slowaakse filoloog, taalkundige, Slavist, historicus, etnograaf en dichter.
Hij was samen met Josef Dobrovský en Jernej Kopitar een van de grondleggers van de moderne Slavistiek. Hij heeft, net als zijn landgenoot Ján Kollár, een grote bijdrage geleverd aan de heropleving van de Slowaakse cultuur en het Panslavisme.
Hij ligt begraven op de Olšany-begraafplaats in Praag.

## Biografie

### Studie
In de jaren 1805 tot 1808 studeerde hij in de Regium gymnasium maius Rosnaviense in Rožňava waar hij Latijn, Duits en Hongaars leerde.
Vanaf 1815 volgde hij hogere studies aan de universiteit van Jena in Duitsland, net na de Napoleontische oorlogen. Het politieke klimaat aan de Universiteit van Jena werd gekenmerkt door een open geest en kritiek, zowel van docenten als van studenten, tegen de reactionaire en politieke orde in Europa.

### Functies
In 1817 accepteerde Pavel Jozef Šafárik het aanbod van een welgesteld gezin in Bratislava, om voor die familie lesgever te worden. Korte tijd nadien, in 1818, publiceerde hij in het Tsjechisch, samen met František Palacký, de Tsjechische prosodie: het eerste werk in een pre-romantische sfeer, dat zich onderscheidde van het classicisme van de oude generatie, en duidelijk geschreven was ter promotie van een nieuwe patriottische en revolutionaire literatuur.
Van 1819 tot 1833 was hij leraar en vervolgens directeur van de middelbare school te Novi Sad in Servië. In tussentijd werd hij -in 1826- ook nog corresponderend lid van een wetenschappelijke vereniging in Krakau en een jaar later, in 1827, werd hij toegelaten als lid van de Wetenschappelijke Vriendenkring van Warschau.
Anno 1830 kreeg hij -samen met twee andere Slavische taalkundigen: Václav Hanka en František Ladislav Čelakovský- een Russisch aanbod om een Slavische bibliotheek in Sint-Petersburg op te richten.
Vergezeld van zijn gezin, verhuisde hij in 1833 naar Praag waar hij in 1841 werd benoemd tot conservator van de universiteitsbibliotheek.
In 1840 werd hij corresponderend lid van de Pruisische Academie van Wetenschappen in Berlijn. Drie jaar later -nog steeds in Duitsland- werd hij correspondent voor de Beierse Academie van Wetenschappen waar hij in 1856 werd toegelaten als buitenlands lid.
Anno 1847 was hij een van de oprichters van de Oostenrijkse Wetenschappelijke Academie in Wenen. Het jaar nadien werd hij benoemd tot hoofddocent aan de leerstoel Vergelijkende Slavische Filologie van de Universiteit in Praag. In deze functie werd hij later vervangen door František Ladislav Čelakovský.

### Familie
Pavel Jozef Šafárik was vader van de Tsjechische chemicus Vojtěch Šafařík.

### Eerbetoon
Na de Tweede Wereldoorlog werd -in 1948- de naam van de Slowaakse stad Tornaľa veranderd: ze kreeg tot 1992 de naam Šafárikovo ter ere van Pavel Jozef Šafárik.
Om deze geleerde te herdenken kreeg in 1959 -bijna honderd jaar na zijn dood- de universiteit in Košice zijn naam: Pavel Jozef Šafárik-Universiteit. Overigens werden in Slowakije verscheidene straten en lanen naar hem genoemd.

## Illustraties

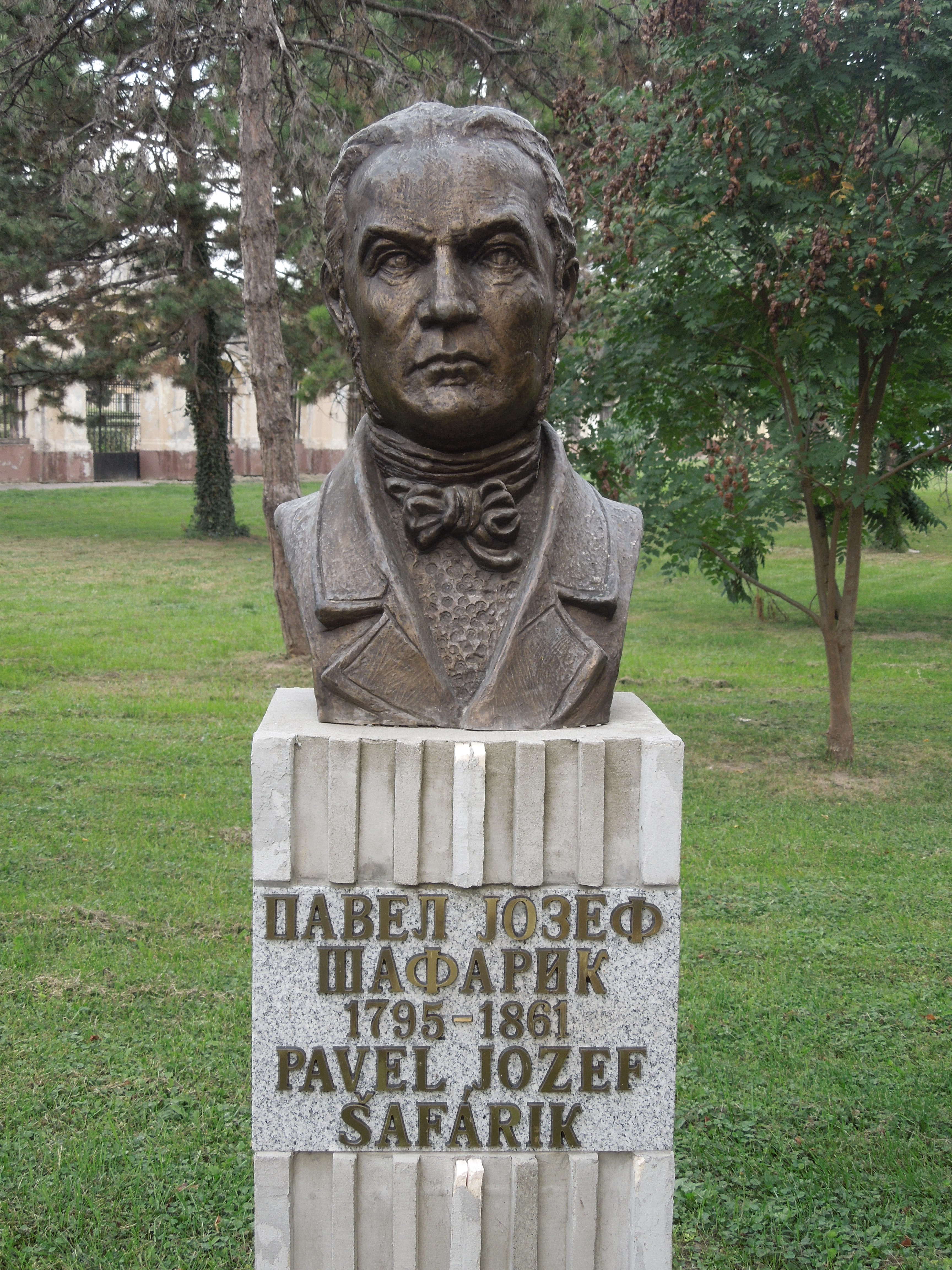
Buste in Kulpin.
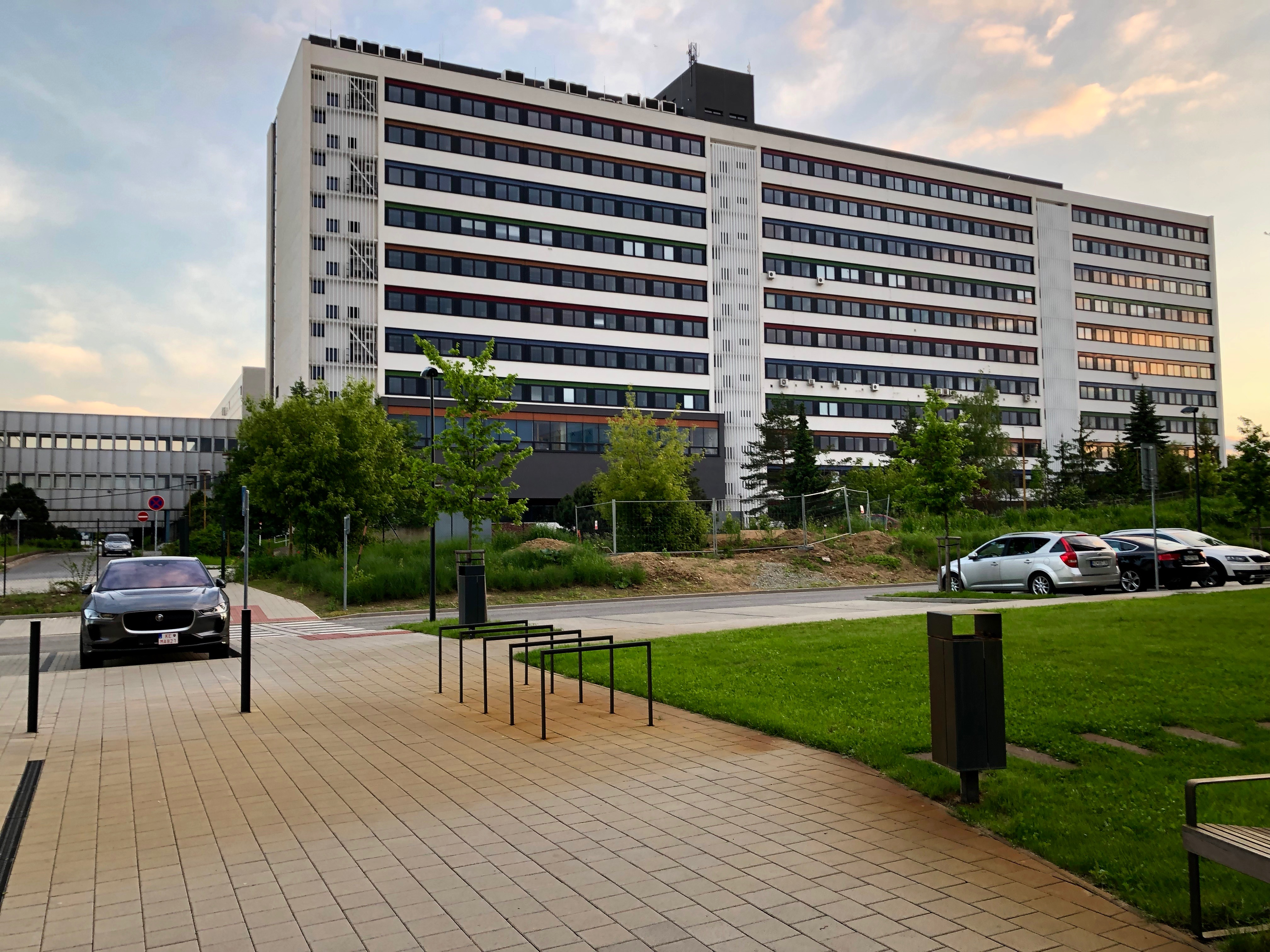
Gebouw van de faculteit Geneeskunde aan de Pavel Jozef Šafárik-Universiteit in Košice.
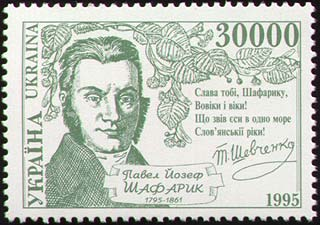
Postzegel uitgegeven ter gelegenheid van de 200e verjaardag van Šafárik's geboorte.